# Meus Grandes Predecessores
Meus Grandes Predecessores (em inglês: My Great Predecessors) é uma série de livros escrito pelo Campeão Mundial de Xadrez Gary Kasparov. Cinco volumes foram escritos sobre os campeões mundiais oficiais anteriores a Kasparov. A série continuou com os volumes Xadrez Moderno (em inglês: Modern Chess). Os livros contém alguns detalhes históricos, embora tratem primariamente sobre jogos anotados.
O jornalista Dmitry Plisetsky ajudou com os livros, e Kasparov agradece outros enxadristas no prefácio de cada livro. Muitas cópias dos livros contém etiquetas autografadas por Kasparov. O primeiro livro da série foi publicado em 2003.